# 解元乡
解元乡，是中华人民共和国四川省南充市阆中市曾经下辖的一个乡。2019年10月，撤销解元乡，将其所属行政区域划归二龙镇管辖。

## 行政区划
解元乡撤销前下辖以下地区：
东岭村、石牛坪村、滚经坪村、木门垭村、铧厂沟村和祖寺垭村。